# Nic Stone
Pour les articles homonymes, voir Stone.
 (octobre 2020).
Si vous disposez d'ouvrages ou d'articles de référence ou si vous connaissez des sites web de qualité traitant du thème abordé ici, merci de compléter l'article en donnant les références utiles à sa vérifiabilité et en les liant à la section « Notes et références ».
Œuvres principales
- Dear Martin (2017)
- Clean Getaway (2020)

Nic Stone, née Andrea Nicole Livingstone le 10 juillet 1985 à Atlanta en Géorgie, est une écrivaine américaine best-seller de littérature pour jeunes adultes et pour jeunes adolescents, connue pour premier roman Dear Martin et pour son roman pour jeunes adolescents Clean Getaway. Ses œuvres ont été traduites dans six langues.

## Biographie
Nic Stone est née dans une banlieue d'Atlanta, en Géorgie. Elle a un diplôme en psychologie du Spelman College (en) et se considère bisexuelle. Après avoir graduée du collège, elle a travaillé en encadrement d'adolescents et est allée vivre en Israël pour quelques années. Elle est mariée à Nigel Livingstone depuis 2010 et a deux enfants.
Pendant un voyage en Israël en 2008, elle a découvert qu'elle voulait devenir écrivaine alors qu'elle avait rencontré une famille avec une histoire très intéressante. Elle écrit son premier roman en 2012, inspirée par la Trilogie Divergent (en) de Veronica Roth, parce que c'était la seule série de livres ayant des personnes noire qui survivaient jusqu'à la fin de l'histoire. Son livre lui a valu une collaboration avec un agent littéraire.

### Dear Martin
Son premier roman, Dear Martin, qui raconte la vie d'un adolescent afro-américain qui écrit des lettres à Martin Luther King après avoir eu une confrontation dangereuse avec des policiers et été vendu à Crown Books pour un contrat de deux livres et a été publié en 2017. Elle a commencé à l'écrire après l'affaire du meurtre de Jordan Davis (en), dans lequel un adolescent noir de 17 ans, Jordan Davis, est tué par un homme blanc dans un meurtre relié à la haine. Son livre a débuté sur le New York Times Best Seller list en quatrième position. Il a aussi été finaliste du William C. Morris Award (en) de 2017 a reçu une critique de Booklist (en). Il a été publié et traduit en Allemagne, au Brésil, en Indonésie, en Turquie, en Roumanie et aux Pays-Bas. Deux ans après sa sortie, le livre est revenu sur le New York Times Best Seller list, pour les livres de jeunes adultes, en première position.
Une suite appelée Dear Justyce a été publiée en 2020 et relate l'histoire d'un jeune adolescent incarcéré pour meurtre. Même si elle ne voulait pas faire une suite, son éditeur l'en a persuadée et elle a donc publié un livre sur un garçon noir dont tout le monde a peur.

### Clean Getaway
Son premier livre pour jeunes adolescents, Clean Getaway, et illustré par Dawud Anyabwile, a été publié par Crown en 2020. L'histoire parle de Scoob, onze ans, qui s'en va sur un roadtrip avec sa grand-mère. Il a notamment reçu des critiques positives de Booklist et de Publishers Weekly et a débuté sur New York Times Best Seller list de livres pour jeunes adolescents en cinquième position. Stone a ajouté que son inspiration venait d'une publication Twitter parlant d'une grand-mère arrêtée en train de voler à l'étalage et qui s'avérait être une voleuse internationale de bijoux.

### Autres livres
Son second ouvrage pour jeunes adultes, Odd One Out, parle de trois adolescents noirs queers dans un triangle amoureux et explore les thèmes des sexes, de l'identité sexuelle et de la fluidité sexuelle. Ce dernier a été publié par Crown en 2018 et a aussi reçu une critique de Booklist. Jackpot, son troisième ouvrage du genre, publié en 2019 par Crown, où l'on suit l'histoire d'une employée de station d'essence qui lui a vendu un billet de loterie a au début été écrit en 2015. En 2020, Scholastic a publié Shuri: A Black Panther Novel, un ouvrage qu'elle a annoncé en septembre 2019 et qui est centré sur Shuri, un personnage de la série Black Panther de Marvel. Outre les romans, elle a rédigé de nombreuses nouvelles ainsi que des essais.

## Œuvres

### SérieShuri
1. Shuri, Lumen, 2021 ((en) Shuri: A Black Panther Novel, Scholastic, 2020), trad. Céline Morzelle, 300 p.  (ISBN 978-2-37102-264-5)
2. Les Disparues, Lumen, 2021 ((en) The Vanished, Scholastic, 2021), trad. Céline Morzelle, 313 p.  (ISBN 978-2-37102-316-1)

### Romans indépendants
- (en) Dear Martin, Crown Books (en), 2017
- (en) Odd One Out, Crown Books, 2018
- (en) Jackpot, 2019
- (en) Dear Justyce, Crown Books, 2020
- (en) Clean Getaway, Crown Books, 2020

### Essais et nouvelles
- Old Wild Eyes, 2017, The Hanging Garden ;
- Near Inception on an Evening in the Summertime, 2017, The Hanging Garden ;
- Fit For a Queen, 2017, The Hanging Garden ;
- Dream and Dare, 2017, The Hanging Garden ;
- Happy Beginning, dans Welcome Home, édité par Eric Smith, 2017, Flux Editions ;
- Sans-titre, dans Body Talk, édité par Kelly Jensen, 2018, Algonquin Young Readers ;
- Avant-propos, dans We Are Not Yet Equal: Understanding Our Racial Divide, par Carol Anderson (en) et Tonya Bolden (en), 2018, Bloomsbury UK ;
- Grounded, dans Snow in Love, 2018, Point Editions ;
- Hope Nation: YA Authors Share Personal Moments of Inspiration, édité par Rose Brock, 2018, Philomel Books (en) ;
- Black Enough: Stories of Being Young & Black in America, édité par Ibi Zoboi (en), 2019, Balzer+Bray.